# Elmo Serejo Farias
Elmo Serejo Farias GCIH (São Luís, 7 de abril de 1928 - 14 de outubro de 1994) foi um político brasileiro. Foi diretor do Lloyd Brasileiro, do Centro Industrial de Aratu, da Rede Ferroviária Federal e do Departamento Nacional de Produção Mineral.
Foi nomeado governador do Distrito Federal pelo Presidente Ernesto Geisel. Notabilizou-se por várias melhorias viárias no Distrito Federal, dentre as quais, a construção da ponte Costa e Silva, atualmente ponte Honestino Guimarães, os viadutos no Setor Militar Urbano, W3 Sul e W3 Norte, a construção da Via Estrutural, duplicação da L2 Norte, além de construir o Parque Rogério Pithon Farias, nome de um de seus filhos, morto em um acidente de automóvel e renomeado em 1997 para Parque da Cidade Dona Sarah Kubitschek.
A 20  de dezembro de 1977  20 de Dezembro de 1977 foi agraciado com a Grã-Cruz da Ordem do Infante D. Henrique de Portugal.

## Homenagens
Em sua homenagem foram nomeados o Estádio Elmo Serejo Farias e a Avenida Elmo Serejo em Taguatinga, Distrito Federal, e a "Avenida Eng. Elmo Serejo de Farias" em Simões Filho, Bahia.